# نشيد جمهورية كمبوتشيا الشعبية
نشيد جمهورية كمبوتشيا الشعبية كان نشيد الوطني للجمهورية كمبوتشيا الشعبية من عام 1979 إلى عام 1992 لحنه كي وتشيندا وتشي ساويبا وبينما اعترفت فيتنام ومعظم الحكومات الشيوعية بجمهورية كمبوتشيا الشعبية خلال فترة وجودها تشكل الخمير الحمر إلى جانب الملكيين وجبهة التحرير الوطني الشعب الخميري وحكومة ائتلافية لكمبوتشيا الديمقراطية أيضا التي استمرت في استخدام نشيد جمهورية كمبوتشيا الديمقراطية وقد اعترفت الصين والامم المتحدة وكوريا الشمالية ورومانيا ومعظم حكومات الكتلة الغربية والأمم المتحدة بهذه الحكومة في المنفي ولذلك استمرت العديد من المصادر الغربية في إدراج السابع عشر من أبريل المتنصر كنشيد وطني كمبودي حتى عودة النظام الملكي عام 1993.

## الكلمات
الكمبوديون هم قوة من اجل التغيير
ونحن نقسم على تدمير جميع الأعداء
ونحن نضحي بحياتنا ونسفك الدماء من اجل النصر
الجيش الكمبودي شجاع
ونحن نتجاوز جميع الحواجز ويتم تدمير جميع الأعداء
ونحن نجلب الحرية الثمينه للشعب
ابطال كمبوديا ابناء حرب وحشية
يقسمون على الانتقام من اعدائهم ويتم رفع علم المعبد الاحمر المنتصر
ونحن نقود الامة إلى السعادة